# イブン・フード
アブー・アブドゥッラー・ムハンマド・イブン・ユースフ・イブン・フード・アル・ユダミ（アラビア語：محمد بن يوسف بن هود, Abu Abdalah Muhámmad ibn Yúsuf ibn Hud al-Yudhami, ? - 1238年）は、13世紀イベリア半島の軍人。通称はイブン・フード（ibn Hud）。イスラム教徒（ムスリム）であり、イベリア半島南部（アンダルス）に割拠するイスラム教の小国家群（タイファ）の君主の一員でもあり、アンダルスのほとんどを征服してキリスト教勢力と対峙した。
アンダルスはムワッヒド朝の領土だったが、13世紀にはナバス・デ・トロサの戦いの敗北で始まった衰退と内乱でアンダルスから事実上撤退していた。そうした状況でアンダルスはタイファが乱立、ハエンでイブン・アフマル（後のナスル朝グラナダ王ムハンマド1世）、バレンシアでザイヤーン・イブン・マルダニーシュが台頭した。イブン・フードもこの流れに乗り、1228年にムルシアを攻略してムワッヒド朝の総督を捕らえ、かつてサラゴサにあったタイファ・サラゴサ王国を治めたフード朝の子孫を称して独立した。ムワッヒド朝のカリフ候補者イドリース・マアムーンとの対立はあったが、カリフ・ヤフヤー・ムウタスィム打倒のためモロッコ渡海を優先したマアムーンと和解、彼が去った後のアンダルス平定に乗り出した。
アンダルスのムスリム支持を獲得するべくアッバース朝のカリフ・ムスタンスィルに忠誠を誓い宗主権を認め、アミール・アル＝ムスリミーンを名乗り、アル・ムタワッキルのラカブ（尊称）を採用した。アッバース朝への忠誠の姿勢は宗教・外交でも示し、アンダルスのモスクで行う金曜礼拝の説教にアッバース朝カリフの名を唱えさせ、アッバース朝の首都バグダードから使節を迎えて王朝の象徴である黒旗を掲げたりしている。そうしてアッバース朝の権威を背景にイスラム共同体を統合したアンダルス統一とキリスト教勢力のレコンキスタからの防衛を図り、アルメリア・グラナダ・マラガ・コルドバ・シャティバ・セビリアなど多くの都市民からの忠誠を獲得、バレンシアを治めたマルダニーシュから忠誠を拒否されたが、アルヘシラスも落としたことで一時はアンダルス統一に迫る勢いだった。
しかし、1230年にレオン王アルフォンソ9世が包囲したメリダ救援に失敗、アランヘの戦いで敗れたことで威信は失墜した。翌1231年にもアルフォンソ9世の息子でカスティーリャ王フェルナンド3世の弟のモリナ公アルフォンソとアルバロ・ペレス・デ・カストロの軍にヘレスの戦いで敗れて一層力を失い、その隙にイブン・アフマルがハエン・コルドバ・セビリアを奪い取った。セビリアは奪還し1234年にアフマルを臣従させたが、1236年にはアフマルと同盟を結んだフェルナンド3世にコルドバを落とされ、毎年の貢納と6年の休戦を約束させられた。翌1237年にグラナダも市民の裏切りでアフマルに明け渡され劣勢になり、1238年、アルメリアでワズィールに任命していた有力市民に暗殺された。
フードの支配地域は彼の暗殺で崩壊、アルメリアとマラガ、アルヘシラスはアフマルが手に入れ、ムルシアはフードの一族がフェルナンド3世の息子アルフォンソ王太子（後のアルフォンソ10世）を通じてカスティーリャに臣従することで存続したが、1264年にナスル朝、1266年にアラゴン王ハイメ1世に占領されフード家はムルシアを失った。セビリアは1248年にフェルナンド3世に落とされ、レコンキスタは実質的に終焉を迎えた。